# Парлаба
Парлаба́ (кат. Parlavà, вимова літературною каталанською [pəɾłə'βa]) - муніципалітет, розташований в Автономній області Каталонія, в Іспанії. Код муніципалітету за номенклатурою Інституту статистики Каталонії - 171267. Знаходиться у районі (кумарці) Баш-Ампурда (коди району - 10 та BM) провінції Жирона, згідно з новою адміністративною реформою перебуватиме у складі Баґарії (округи) Жирона. 

## Назва муніципалітету
Назва муніципалітету походить від лат. palatĭu - "палац, обійстя" та германського імені Hraban.

## Населення
Населення міста (у 2007 р.) становить 380 осіб (з них менше 14 років - 8,9%, від 15 до 64 - 68,7%, понад 65 років - 22,4%). У 2006 р. народжуваність склала 3 особи, смертність - 5 осіб, зареєстровано 1 шлюб. У 2001 р. активне населення становило 174 особи, з них безробітних - 5 осіб.

Серед осіб, які проживали на території міста у 2001 р., 325 народилися в Каталонії (з них 232 особи у тому самому районі, або кумарці), 12 осіб приїхало з інших областей Іспанії, а 19 осіб приїхало з-за кордону. 

Вищу освіту має 14,8% усього населення. 

У 2001 р. нараховувалося 117 домогосподарств (з них 19,7% складалися з однієї особи, 22,2% з двох осіб,21,4% з 3 осіб, 17,9% з 4 осіб, 12% з 5 осіб, 4,3% з 6 осіб, 1,7% з 7 осіб, 0,9% з 8 осіб і 0% з 9 і більше осіб).

Активне населення міста у 2001 р. працювало у таких сферах діяльності : у сільському господарстві - 21,9%, у промисловості - 16%, на будівництві - 11,8% і у сфері обслуговування - 50,3%. 

 У муніципалітеті або у власному районі (кумарці) працює 83 особи, поза районом - 107 осіб.

### Безробіття
У 2007 р. нараховувалося 14 безробітних (у 2006 р. - 5 безробітних), з них чоловіки становили 50%, а жінки - 50%.

## Економіка

### Підприємства міста

#### Промислові підприємства
| \| Промислові підприємства міста, за сферою діяльності \| Промислові підприємства міста, за сферою діяльності \| Промислові підприємства міста, за сферою діяльності \| \| Рік \| 2002 р. \| 2001 р. \| \| --------------------------------------------------- \| --------------------------------------------------- \| --------------------------------------------------- \| \| Енергетичні та водні ресурси \| 20% \| 20% \| \| Хімія та метали \| 0% \| 0% \| \| Переробка металів \| 20% \| 20% \| \| Продукти харчування \| 0% \| 0% \| \| Текстиль \| 20% \| 20% \| \| Виробництво меблів, видання \| 40% \| 40% \| \| Інше \| 0% \| 0% \| \| Усього підприємств \| 5 \| 5 \| |         |         |
| Промислові підприємства міста, за сферою діяльності |         |         |
| Рік | 2002 р. | 2001 р. |
| Енергетичні та водні ресурси | 20%     | 20%     |
| Хімія та метали | 0%      | 0%      |
| Переробка металів | 20%     | 20%     |
| Продукти харчування | 0%      | 0%      |
| Текстиль | 20%     | 20%     |
| Виробництво меблів, видання | 40%     | 40%     |
| Інше | 0%      | 0%      |
| Усього підприємств | 5       | 5       |

#### Роздрібна торгівля
| \| Підприємства роздрібної торгівлі міста, за сферою діяльності \| Підприємства роздрібної торгівлі міста, за сферою діяльності \| Підприємства роздрібної торгівлі міста, за сферою діяльності \| \| Рік \| 2002 р. \| 2001 р. \| \| ------------------------------------------------------------ \| ------------------------------------------------------------ \| ------------------------------------------------------------ \| \| Продукти харчування \| 37,5% \| 42,9% \| \| Одяг та взуття \| 12,5% \| 14,3% \| \| Товари для дому \| 25% \| 14,3% \| \| Книги та періодичні видання \| 0% \| 0% \| \| Промислова хімічна продукція \| 12,5% \| 14,3% \| \| Продукція, пов'язана з транспортними засобами \| 12,5% \| 14,3% \| \| Інше \| 0% \| 0% \| \| Усього підприємств \| 8 \| 7 \| |         |         |
| Підприємства роздрібної торгівлі міста, за сферою діяльності |         |         |
| Рік | 2002 р. | 2001 р. |
| Продукти харчування | 37,5%   | 42,9%   |
| Одяг та взуття | 12,5%   | 14,3%   |
| Товари для дому | 25%     | 14,3%   |
| Книги та періодичні видання | 0%      | 0%      |
| Промислова хімічна продукція | 12,5%   | 14,3%   |
| Продукція, пов'язана з транспортними засобами | 12,5%   | 14,3%   |
| Інше | 0%      | 0%      |
| Усього підприємств | 8       | 7       |

#### Сфера послуг
| \| Підприємства міста, що працюють у сфері послуг, за діяльністю \| Підприємства міста, що працюють у сфері послуг, за діяльністю \| Підприємства міста, що працюють у сфері послуг, за діяльністю \| \| Рік \| 2002 р. \| 2001 р. \| \| ------------------------------------------------------------- \| ------------------------------------------------------------- \| ------------------------------------------------------------- \| \| Гуртова торгівля \| 22,2% \| 22,2% \| \| Готелі та готельний бізнес \| 22,2% \| 22,2% \| \| Транспорт та зв'язок \| 0% \| 0% \| \| Посередницькі фінансові послуги \| 0% \| 0% \| \| Послуги підприємствам \| 0% \| 0% \| \| Послуги фізичним особам \| 44,4% \| 44,4% \| \| Нерухомість та ін. \| 11,1% \| 11,1% \| \| Усього підприємств \| 9 \| 9 \| |         |         |
| Підприємства міста, що працюють у сфері послуг, за діяльністю |         |         |
| Рік | 2002 р. | 2001 р. |
| Гуртова торгівля | 22,2%   | 22,2%   |
| Готелі та готельний бізнес | 22,2%   | 22,2%   |
| Транспорт та зв'язок | 0%      | 0%      |
| Посередницькі фінансові послуги | 0%      | 0%      |
| Послуги підприємствам | 0%      | 0%      |
| Послуги фізичним особам | 44,4%   | 44,4%   |
| Нерухомість та ін. | 11,1%   | 11,1%   |
| Усього підприємств | 9       | 9       |

## Житловий фонд
У 2001 р. 0% усіх родин (домогосподарств) мали житло метражем до 59 м2, 5,1% - від 60 до 89 м2, 43,6% - від 90 до 119 м2 і
51,3% - понад 120 м2.

З усіх будівель у 2001 р. 18% було одноповерховими, 70,9% - двоповерховими, 11,1
% - триповерховими, 0% - чотириповерховими, 0% - п'ятиповерховими, 0% - шестиповерховими,
0% - семиповерховими, 0% - з вісьмома та більше поверхами.

## Автопарк
| \| Автомобілі, зареєстровані у місті, за призначенням \| Автомобілі, зареєстровані у місті, за призначенням \| Автомобілі, зареєстровані у місті, за призначенням \| \| Рік \| 2006 р. \| 2005 р. \| \| -------------------------------------------------- \| -------------------------------------------------- \| -------------------------------------------------- \| \| Приватні автомобілі \| 65,8% \| 68,2% \| \| Мотоцикли \| 9,5% \| 7,9% \| \| Вантажівки \| 23,9% \| 22,7% \| \| Трактори \| 0% \| 0% \| \| Автобуси та ін. \| 0,9% \| 1,2% \| \| Усього автомобілів \| 348 шт. \| 330 шт. \| |         |         |
| Автомобілі, зареєстровані у місті, за призначенням |         |         |
| Рік | 2006 р. | 2005 р. |
| Приватні автомобілі | 65,8%   | 68,2%   |
| Мотоцикли | 9,5%    | 7,9%    |
| Вантажівки | 23,9%   | 22,7%   |
| Трактори | 0%      | 0%      |
| Автобуси та ін. | 0,9%    | 1,2%    |
| Усього автомобілів | 348 шт. | 330 шт. |

## Вживання каталанської мови
У 2001 р. каталанську мову у місті розуміли 98,6% усього населення (у 1996 р. - 100%), вміли говорити нею 94% (у 1996 р. - 
97%), вміли читати 92,3% (у 1996 р. - 92,2%), вміли писати 55
% (у 1996 р. - 63,6%). Не розуміли каталанської мови 1,4%.

## Політичні уподобання
У виборах до Парламенту Каталонії у 2006 р. взяло участь 216 осіб (у 2003 р. - 216 осіб). Голоси за політичні сили розподілилися таким чином:
| \| Вибори до Парламенту Каталонії \| Вибори до Парламенту Каталонії \| Вибори до Парламенту Каталонії \| \| Рік \| 2006 р. \| 2003 р. \| \| -------------------------------------- \| ------------------------------ \| ------------------------------ \| \| Конвергенція та Єднання (CiU) \| 51,4% \| 59,3% \| \| Соціалістична партія Каталонії (PSC) \| 9,7% \| 12% \| \| Народна партія (PP) \| 2,8% \| 3,2% \| \| Ініціатива за Каталонію — Зелені (ICV) \| 9,3% \| 3,2% \| \| Республіканська лівиця Каталонії (ERC) \| 24,1% \| 21,8% \| \| Громадяни — Громадянська партія (C's) \| 0,9% \| 0% \| \| Інші \| 1,9% \| 0,5% \| |         |         |
| Вибори до Парламенту Каталонії |         |         |
| Рік | 2006 р. | 2003 р. |
| Конвергенція та Єднання (CiU) | 51,4%   | 59,3%   |
| Соціалістична партія Каталонії (PSC) | 9,7%    | 12%     |
| Народна партія (PP) | 2,8%    | 3,2%    |
| Ініціатива за Каталонію — Зелені (ICV) | 9,3%    | 3,2%    |
| Республіканська лівиця Каталонії (ERC) | 24,1%   | 21,8%   |
| Громадяни — Громадянська партія (C's) | 0,9%    | 0%      |
| Інші | 1,9%    | 0,5%    |

У муніципальних виборах у 2007 р. взяло участь 271 особа (у 2003 р. - 160 осіб). Голоси за політичні сили розподілилися таким чином:
| \| Муніципальні вибори \| Муніципальні вибори \| Муніципальні вибори \| \| Рік \| 2007 р. \| 2003 р. \| \| -------------------------------------- \| ------------------- \| ------------------- \| \| Конвергенція та Єднання (CiU) \| 42,4% \| 100% \| \| Соціалістична партія Каталонії (PSC) \| 12,9% \| 0% \| \| Народна партія (PP) \| 0% \| 0% \| \| Ініціатива за Каталонію — Зелені (ICV) \| 0% \| 0% \| \| Республіканська лівиця Каталонії (ERC) \| 44,6% \| 0% \| \| Громадяни — Громадянська партія (C's) \| 0% \| 0% \| \| Інші \| 0% \| 0% \| |         |         |
| Муніципальні вибори |         |         |
| Рік | 2007 р. | 2003 р. |
| Конвергенція та Єднання (CiU) | 42,4%   | 100%    |
| Соціалістична партія Каталонії (PSC) | 12,9%   | 0%      |
| Народна партія (PP) | 0%      | 0%      |
| Ініціатива за Каталонію — Зелені (ICV) | 0%      | 0%      |
| Республіканська лівиця Каталонії (ERC) | 44,6%   | 0%      |
| Громадяни — Громадянська партія (C's) | 0%      | 0%      |
| Інші | 0%      | 0%      |